# Adrian Paci
Adrian Paci (ur. 28 stycznia 1969 w Szkodrze) – albański artysta.

## Życiorys

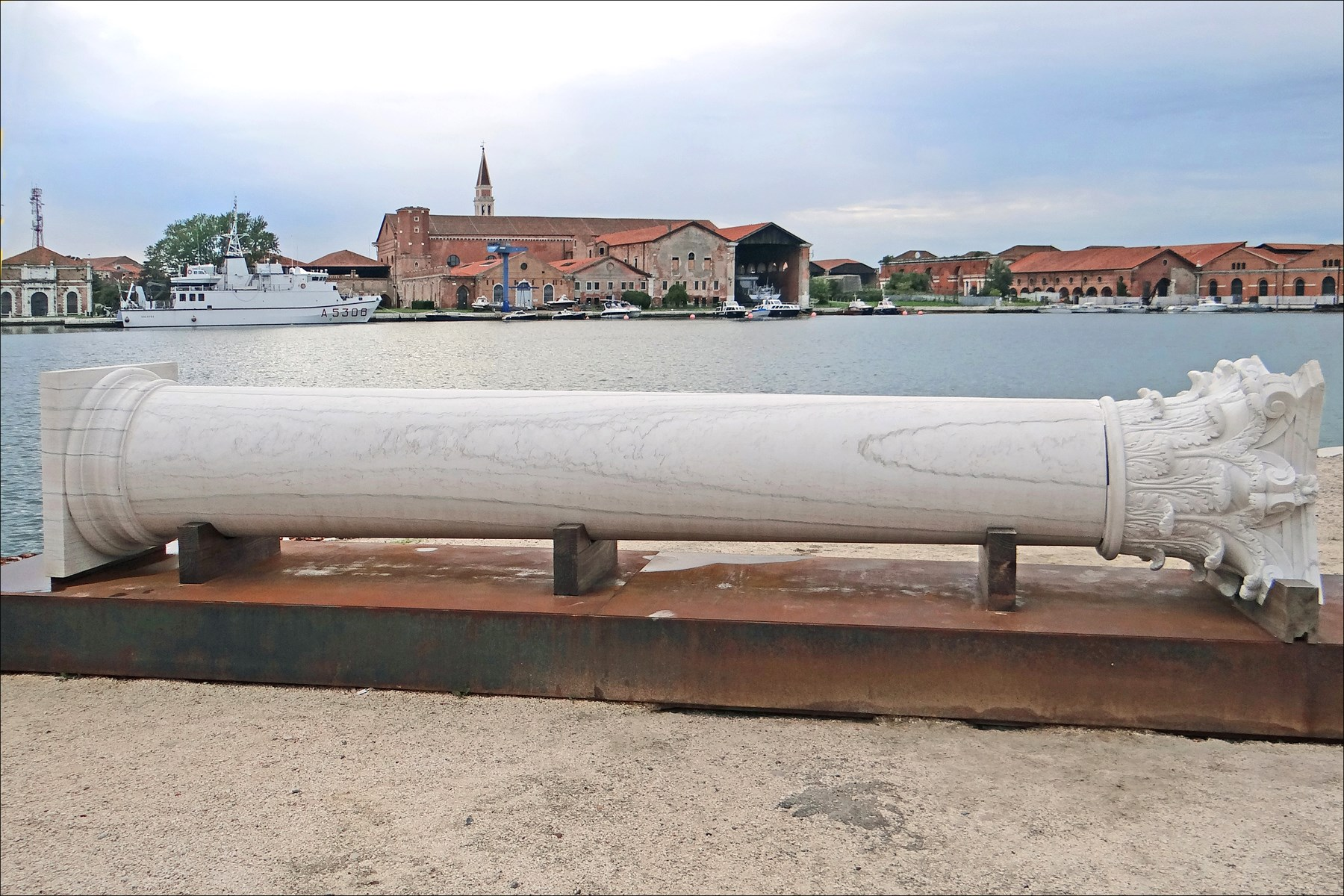
Kolumna Adriana Paciego zaprezentowana na Biennale w Wenecji (2014)

Pochodzi z rodziny artystycznej, jest synem Ferdinanda i Brigjidy. W latach 1987–1991 studiował w Instytucie Sztuk w Tiranie, a następnie w Instytucie Beato Angelico w Mediolanie. W latach 90. związał się ze środowiskiem artystów eksperymentalnych w Albanii. Kraj opuścił wiosną 1997, w czasie kryzysu państwa. Osiedlił się we Włoszech, gdzie kształcił się w Scuola Beato Angelico w Mediolanie. Wkrótce stał się uznanym artystą, zaliczanym do pokolenia transformacji. W 2002 podjął współpracę z galeriami: Franceski Kaufmann w Mediolanie i Petera Kilchmana w Zurychu. Od 2003 wykładał sztuki wizualne na Accademia Carrara di Belle Arti w Bergamo i na Uniwersytecie Iuav w Wenecji.
W swoich dziełach (obrazach i prezentacjach video) artysta powraca do wspomnień z Albanii, ale także odnosi się do statusu imigranta w społeczeństwie włoskim. Do najbardziej znanych dzieł Paciego należy film Albanian Stories (1997), w którym trzyletnia córka artysty przedstawia wspomnienia z Albanii opowiadając je swoim lalkom. Film Pictori opowiada o losie anonimowego malarza, który opowiada o życiu i pracy. Środki utrzymania zapewnia mu podrabianie dyplomów i dokumentów. W filmie Apparizione (2001) najmłodsza córka artysty, Tea śpiewa piosenkę, a na poszczególne wersy jej piosenki odpowiadają krewni w Albanii.
W 2005 na Biennale w Wenecji Paci zaprezentował film Turn On. Akcja filmu rozgrywa się na ulicach Szkodry, gdzie artysta wynajął grupę bezrobotnych, aby oświetlali ciemne ulice miasta przy pomocy powszechnie używanych w tym kraju generatorów prądu. Praca Per Speculum z 2006 przedstawia grupę dzieci, które bawią się w sielskiej scenerii patrząc jednak nie w oko kamery, ale w lustro. Kiedy bosy chłopiec rozbija lustro, strzelając z procy, pozostałe dzieci bawią się odłamkami lustra, puszczając tzw. zajączki.
We wrześniu-październiku 2007 wystawa A. Paciego została otwarta w krakowskim Bunkrze Sztuki, w ramach projektu Transkultura, a w 2010 w Muzeum Sztuki w Łodzi. W 2012 jego prezentację indywidualną "The Storyteller" pokazała warszawska galeria lokal_30 (kuratorka Agnieszka Rayzacher). Wystawie towarzyszył zorganizowany przez galerię lokal_30 wykład artysty w Centrum Sztuki Współczesnej Zamek Ujazdowski w Warszawie.
Mieszka w Mediolanie. Prowadzi wykłady na Nuova Accademia di Belle Arti w Mediolanie.

## Wystawy indywidualne
- 1998: Permanent Instability – Narodowa Galeria Sztuki, Tirana
- 2001: Adrian Paci – Albanian Stories, Bildmuseet, Umeå
- 2002: Eldorado, Galleria d¹Arte Moderna e Contemporanea, Bergamo
- 2002: Sorella Morte_Adrian Paci, Galleria Francesca Kaufmann, Mediolan
- 2002: True Stories, Galeria Irida, Sofia
- 2003: Blut & Honig – Zukunft ist am Balkan., Klosterneuburg, Austria
- 2005: Perspectives 147: Adrian Paci, Muzeum Sztuki Współczesnej, Houston (Teksas)
- 2010: Kunsthaus Zürich, Zurych
- 2013: Vie en transit. Galérie nationale du Jeu de Paume, Paryż.
- 2014: Playtime. Städtische Galerie im Lenbachhaus, Monachium